# Derborence
Pour les articles homonymes, voir Derborence (homonymie).
Derborence est une localité de la commune de Conthey dans le canton du Valais, en Suisse. La vallée de la Lizerne aboutit en amont dans le cirque de Derborence.

## Éboulements
Deux éboulements s'y produisirent en 1714 et en 1749, provenant de l'effondrement de la falaise sous le glacier des Diablerets, au lieu-dit la « Quille du Diable » (aujourd'hui appelé « Tour Saint-Martin »). Le premier est le plus meurtrier, tuant quatorze ou quinze personnes et de nombreuses têtes de bétail. Cette catastrophe forme le sujet du roman Derborence de C.-F. Ramuz. Le second est plus important mais la plupart des bergers valaisans avaient pu fuir et seuls cinq Bernois qui n'avaient pas voulu partir périrent. Le lac de Derborence est né de cet éboulement.

## Vie sauvage

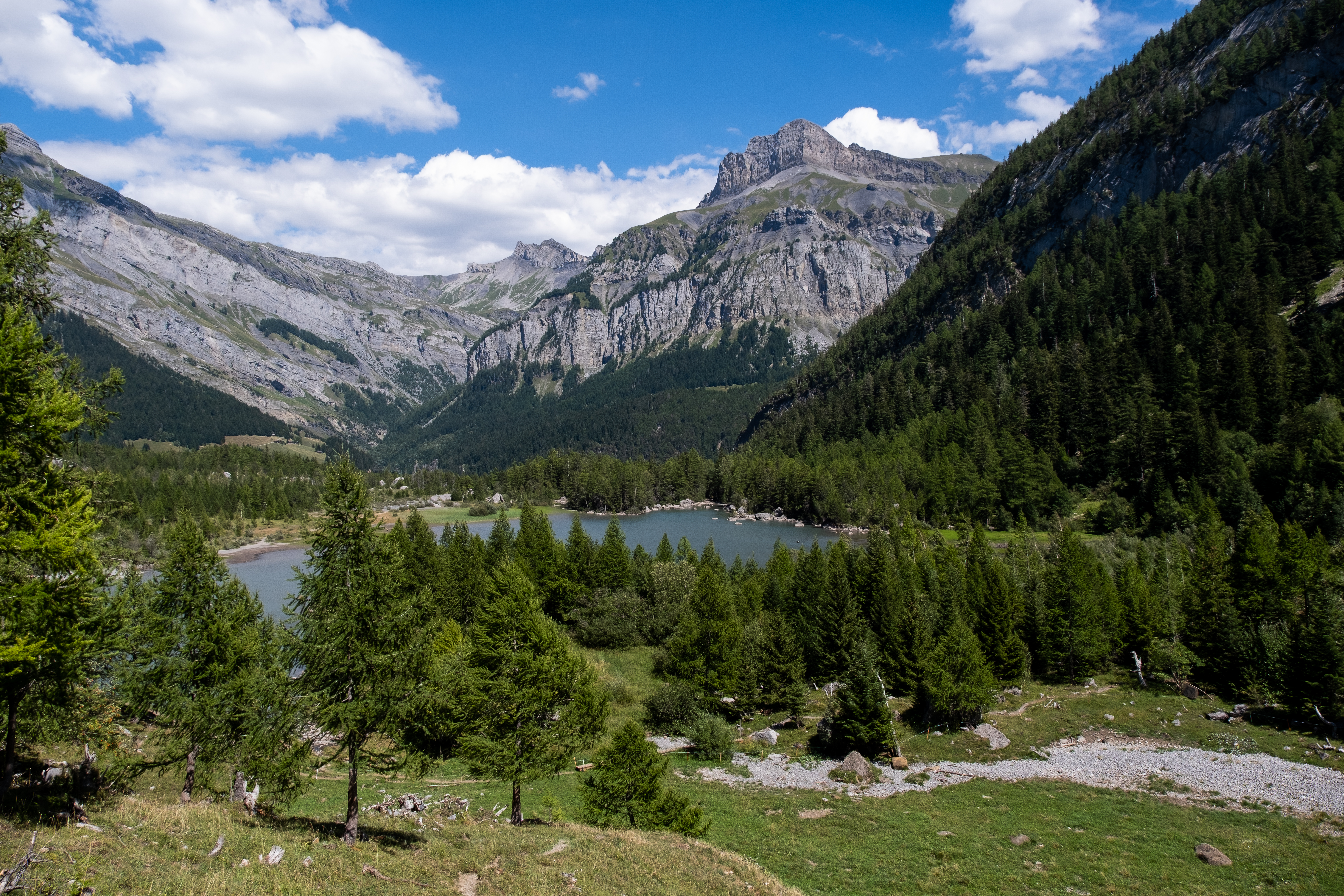
Vue sur le lac de Derborence.

Derborence est, depuis 1961, un site naturel protégé, interdit à la chasse, et comprend autour du lac une réserve de 260 ha gérée depuis 1959 par Pro Natura. Le site abrite une population de bouquetins, chamois, marmottes, ainsi qu'un couple de gypaètes barbus, issus d'un programme de réintroduction et qui a donné naissance à un petit au printemps 2007.